# John Eliot (statsman)
John Eliot, född 11 april 1592, död 27 november 1632, var en engelsk politiker.
Redan 1614 blev Eliot medlem av underhuset, och stod till att börja med nära hertigen av Buckingham, blev adlad och på dennes förord viceamiral för Devon. I parlamentet 1625 uppträdde han dock som en ivrig förfäktare av parlamentets privilegier, och den forna vänskapen med Buckingham förbyttes i misstro och hat, och i parlamentet 1626 yrkade Eliot på hans ställande under åtal. Eliot sändes då till Towern, men Karl I tvingades nästan genast frige honom, varefter han upplöste parlamentet. 1628 var Eliot åter en av ledarna för motståndet mot kungen och en av upphovsmännen till Petition of Right. 1629 var det för att underhuset skulle få tillfälle att anta några av Eliots föreslagna punkter, som den av kungen befallda ajourneringen tills vidare hindrades genom talmannens fasthållande på ordförandeplatsen. Eliot häktades nu åter och dömdes för sammansvärjning i uppsåt att vägra lyda kungens order till böter och fängelse. Då han vägrade att böja sig, hölls han fängslad till sin död.